# Boy Capel
Capitão Arthur Edward "Boy" Capel GBE  (nascido em 1881 — falecido em 22 de dezembro de 1919) foi um inglês, jogador de polo, possivelmente mais lembrado por ter sido amante da musa e estilista Coco Chanel.

## Biografia
Nascido em Brighton, condado de Sussex, Arthur era de uma rica família franco-inglesa, filho de Arthur Joseph Capel, um comerciante do ramo de navegação britânico, e sua esposa de origem francesa, Berthe Andrée A. E. Lorin (1856-1902).  Ele teve três irmãs: Marie Henriette Teresia Capel; Mary Josephine Lawrence Edith Capel; e Berthe Isabelle Susanna Flora Capel (casou-se com Sir Herman Alfred de Stern, Barão Michelham, filho de Herbert Stern, 1º Barão Michelham).   
Arthur foi um rico empresário que fez sua própria fortuna sozinha com transporte de carvão, foi considerado pela alta sociedade como um parvenu, comumente referido como um nouveau riche, mesmo vindo de uma família milionária. Haveria indícios nas biografias de Chanel sobre as conexões reputadas (ilegítimas) de Capel com a dinastia Capel, dos Condes de Essex, mas nenhuma conexão foi estabelecida; sua família paterna era de origem irlandesa . Era egresso da católica Beaumont College, o que provava vir de uma família abastada. Capel faleceu em um acidente de moto na segunda-feira 22 dezembro de 1919, supostamente a caminho de um encontro de Natal com a Chanel. Ele foi enterrado com todas as honras militares na Catedral de Fréjus em 24 de dezembro de 1919  .
No obituário de uma das filhas de Arthur, ele foi descrito como "um intelectual, político, empresário bem sucedido, jogador de polo, amante sofisticado e patrocinador da designer de moda Coco Chanel" . De acordo com esse mesmo obituário Arthur era um católico romano e sua esposa teve que se converter ao catolicismo para casar com ele, e suas duas filhas por ele foram criadas como católicas.

## Capel e Chanel

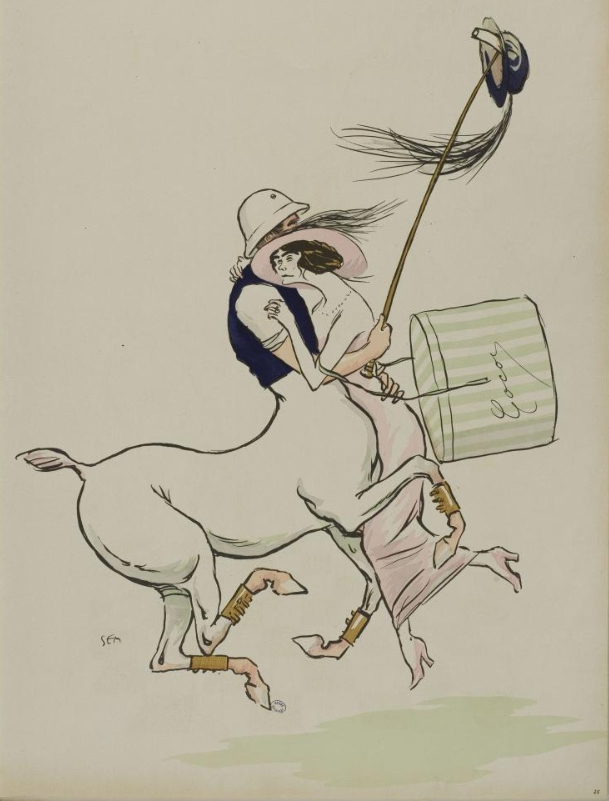
Caricatura de Boy Capel dançando com Chanel

O início de seu caso com Coco Chanel começou quando se encontraram pela primeira vez, no início do ano de 1909, nas calçadas de Pau, mais precisamente dentro do Royallieu, no sudoeste da França. Foi apresentado à ela por um amigo em comum Étienne Balsan, como Boy Capel apelido que seus amigos lhe deram quando ele veio a Paris em meio a especulações que ele estava ligado, de alguma forma misteriosa a aristocracia britânica através da referida dinastia Capel, a qual pertence o condado de Essex . Era 1909 e Chanel tinha 26 anos, dois anos mais jovem que Arthur.
Capel financiou as primeiras lojas da Chanel e seu próprio estilo de roupas, notavelmente seus blazers, inspirando sua criação do look da Chanel. O casal passou um tempo juntos em resorts da moda, como Deauville, mas ele nunca foi fiel à Chanel. O relacionamento dos dois durou dez anos, mesmo depois de Capel casado, ele continuou seu caso com Chanel até sua morte no final de 1919. Um memorial na estrada foi colocado no local do acidente, que consiste em uma cruz com a inscrição "A la mémoire du capitaine Arthur Capel, légion d'Honneur de l'armée britannique, mort accidentellement en cet endroit le 22 décembre 1919". 

## Casamento e filhos
Em 1918, casou-se com lady Diana Wyndham, (nascida em 07 de maio de 1893, falecida em 1983),  filha de lorde Ribblesdale e viúva do Capitão Percy Lyulph Wyndham (morto em combate em 1914), após a morte de Capel, em 1923, Diana casou Vere Fane, 14º Conde de Westmorland 
Arthur Capel teve duas filhas:
- Ann Diana France Ayesha Capel (nascida em 28 de Abril de 1919 — falecida em 4 de Maio de 2008).
- June Capel (nascida em 1920 — falecida em 26 de setembro de 2006).

Dos descendentes vivos de Arthur Capel hoje incluem-se Lady Patrick Tritton (filha de sua filha mais velha Ann) e seu neto Christopher Osborn, pela sua filha mais jovem de June, Lady Hutchinson.

## Na cultura popular
- O ator francês Olivier Sitruk interpreta Capel em Coco Chanel (2008), uma produção cinematográfica franco-italiano-britânico, estrelada por Shirley MacLaine como um Chanel mais velha.
- Alessandro Nivola interpreta Capel no filme Coco avant Chanel (2009), estrelado por Audrey Tautou como Chanel.
- Anatole Taubman interpreta Capel em Coco Chanel & Igor Stravinsky (2009).
- Timothy Dalton interpreta Capel no filme Chanel Solitaire (1981).